# Progon
Progon ili proganjanje je naziv za sustavno zlostavljanje pojedinca ili društvene skupine koje provodi druga društvena skupina. Njen najčešći motiv je netolerancija ili politička represija, ako je provodi država. Može se pojaviti u raznim oblicima: od isključivanja iz javnog života, oduzimanja imovine preko zatvaranja do fizičkog zlostavljanja i ubijanja. Ovisno o kriterijima kojima se određuje proganjana grupa progoni mogu biti religijski progoni, etnički progoni i politički progoni. 

## Vrste progona

### Vjerski progoni
- Progoni kršćana
  - Progoni kršćana u Rimskom Carstvu
  - Anti-mormonizam
  - Progoni Jehovinih svjedoka
- Egzodus Židova iz arapskih i islamskih država
- Progoni muslimana
  - Progoni ahmedija
- Progoni hindusa
- Progoni Falun Gonga
- Progoni bahaista
- Progoni ateista

## Vanjske poveznice
- Language alternatives to creating and being persecutors  Arhivirana inačica izvorne stranice od 8. veljače 2009. (Wayback Machine)